# 月曜エンタぁテイメント
『月曜エンタぁテイメント』（げつようエンタぁテイメント）は、テレビ東京系列局ほかで放送されていたテレビ東京製作の情報バラエティ番組（単発特別番組枠）。ハイビジョン制作。製作局のテレビ東京では2004年10月18日から2006年3月6日まで、毎週月曜 20:00 - 21:54 （日本標準時）に放送。新聞のテレビ欄では「月曜エンタぁ!」と表記されることが多かった。

## 概要
『大丈夫!?我が家の財産』から引き続きみのもんたが司会を務めた番組で、毎回様々な単発企画を実施していた。アシスタントは、当時テレビ東京のアナウンサーだった龍田梨恵（2005年8月以前）と亀井京子（2005年8月以降）が務めていた。
本番組の終了後、みのと亀井は月曜19時台の新番組『いきなり結婚生活』を担当した。

## 企画内容
- みのサリバンショー
  - 奇跡のマジック頂上決戦!
  - お笑い秋の大感謝祭!爆笑芸人大集合
  - みのビューティークリニック
- 心と体の血液型大診断!3時間スペシャル
- ほか

## 放送局
| 放送対象地域   | 放送局               | 系列           | 放送日時           | 備考                     |
| -------------- | -------------------- | -------------- | ------------------ | ------------------------ |
| 関東広域圏     | テレビ東京 (TX)      | テレビ東京系列 | 月曜 20:00 - 21:54 | 製作局                   |
| 北海道         | テレビ北海道 (TVh)   | テレビ東京系列 | 月曜 20:00 - 21:54 | 同時ネット               |
| 愛知県         | テレビ愛知 (TVA)     | テレビ東京系列 | 月曜 20:00 - 21:54 | 同時ネット               |
| 大阪府         | テレビ大阪 (TVO)     | テレビ東京系列 | 月曜 20:00 - 21:54 | 同時ネット               |
| 岡山県・香川県 | テレビせとうち (TSC) | テレビ東京系列 | 月曜 20:00 - 21:54 | 同時ネット               |
| 福岡県         | TVQ九州放送 (TVQ)    | テレビ東京系列 | 月曜 20:00 - 21:54 | 同時ネット               |
| 岐阜県         | 岐阜放送 (GBS)       | 独立UHF局      | 月曜 20:00 - 21:54 | 同時ネット               |
| 奈良県         | 奈良テレビ (TVN)     | 独立UHF局      | 月曜 20:00 - 21:54 | 同時ネット               |
| 滋賀県         | びわ湖放送 (BBC)     | 独立UHF局      | 月曜 19:00 - 20:00 | 14日遅れ                 |
| 和歌山県       | テレビ和歌山 (WTV)   | 独立UHF局      | 月曜 19:00 - 20:00 | 7日遅れ                  |
| 宮城県         | 東北放送 (TBC)       | TBS系列        | 日曜 14:00 - 15:54 | 『日曜特番』と題して放送 |
| 山形県         | テレビユー山形 (TUY) | TBS系列        | 月曜 14:00 - 15:54 | 半年遅れ                 |
| 熊本県         | 熊本朝日放送 (KAB)   | テレビ朝日系列 | 土曜 14:00 - 15:54 |                          |